# Ла Ферте Милон
Ла Фертѐ Мило̀н (на френски: La Ferté-Milon) е малък град в Северна Франция.

## География
Разположен е в департамент Ен на регион О дьо Франс. Градът има жп гара на линията Париж-Реймс. Население 2300 жители от преброяването през 2007 г.

## История
Старинният замък в Ла Ферте Милон е построен по нареждане на Луи Орлеански около 1400 г., но не е завършен. Фасадата му е дълга 200 m с височина 38 m.
Целта на Луи е да създава не толкова отбранителни крепости, колкото комфортни резиденции, където да може да се настанява, когато посещава многочислените си владения. Така той спомага за трансформиране на фортификационната архитектура в дворцова. На мястото на крепостите става модерен „ваканционния дворец“. Този преход е най-очевиден при замъка Ла Ферте Милон, строителството на който се прекратява със смъртта на херцога. Между двете централни полуцилиндрични кули на западната стена се открива огромен отвор за врати със стреловидна арка. Над него в декоративна рамка е изработен релеф, изобразяващ модната за границата между XIV и XV век сцена „Възнесение на Богородица“.
Използването на религиозна иконография над вратите на замъка е необичайно. Не е изключено, възложителят да е имал намерение да привърне този замък в някакъв светски образ на небесния Йерусалим.

## Личности
Родени
- Жан Расин, френски драматург и поет